# Suffragette

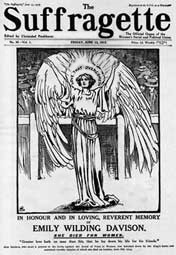
Numero commemorativo del quotidiano the Suffragette dedicato a Emily Davison, edito da Christabel Pankhurst il 13 giugno 1913.

Le suffragette (dall'inglese suffragette, a sua volta da suffrage, «suffragio») furono le attiviste del movimento di emancipazione femminile nato per ottenere il diritto di voto alle donne. Il termine, connotato di ironia, è un'alterazione del più appropriato suffragiste e ha finito in seguito per coincidere in parte, estensivamente, con femminista.

## Storia

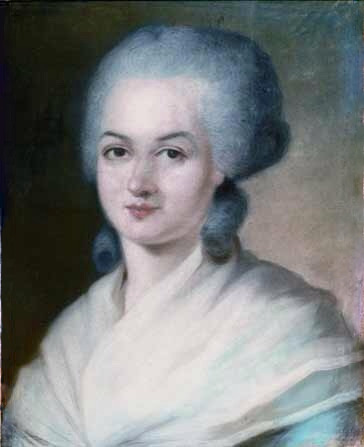
Olympe de Gouges in un dipinto di Alexandre Kucharski della fine del XVIII secolo.

### La rivoluzione francese
Le assemblee incaricate di eleggere i deputati agli Stati generali presentarono nel 1789, all'inizio della rivoluzione francese, all'Assemblea Rivoluzionaria i Cahier de Doléances des femmes, una prima richiesta formale di riconoscimento dei diritti delle donne. Negli stessi anni, sempre in Francia, Olympe de Gouges  scrisse nel 1791 la Dichiarazione dei diritti della donna e della cittadina, in cui dichiarava l'uguaglianza politica e sociale tra uomo e donna. La sua azione tuttavia fu interrotta quando iniziò a criticare lo stesso Robespierre, e nel 1793 venne ghigliottinata.

### Gli inizi del movimento nel Regno Unito

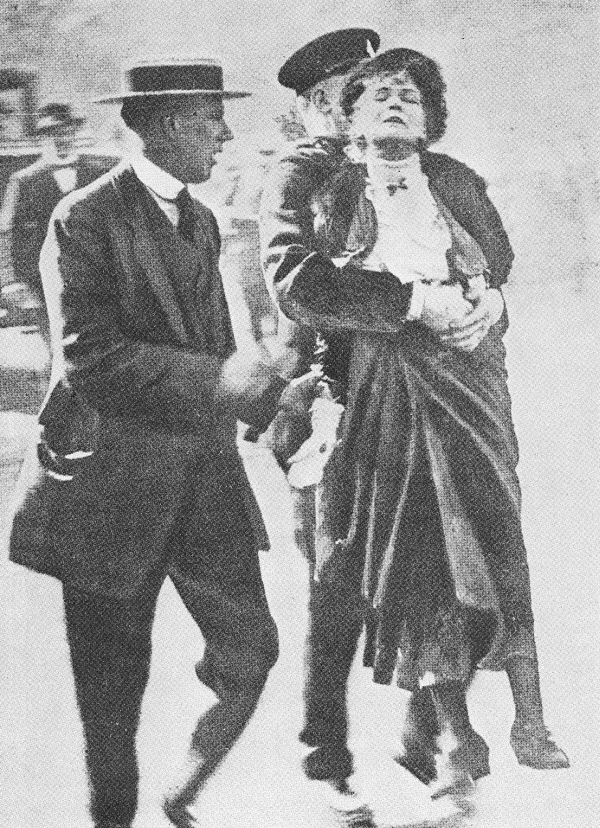
Emmeline Pankhurst viene arrestata dopo aver protestato vicino a Buckingham Palace a Londra il 22 maggio 1907 (o 1914, data incerta).

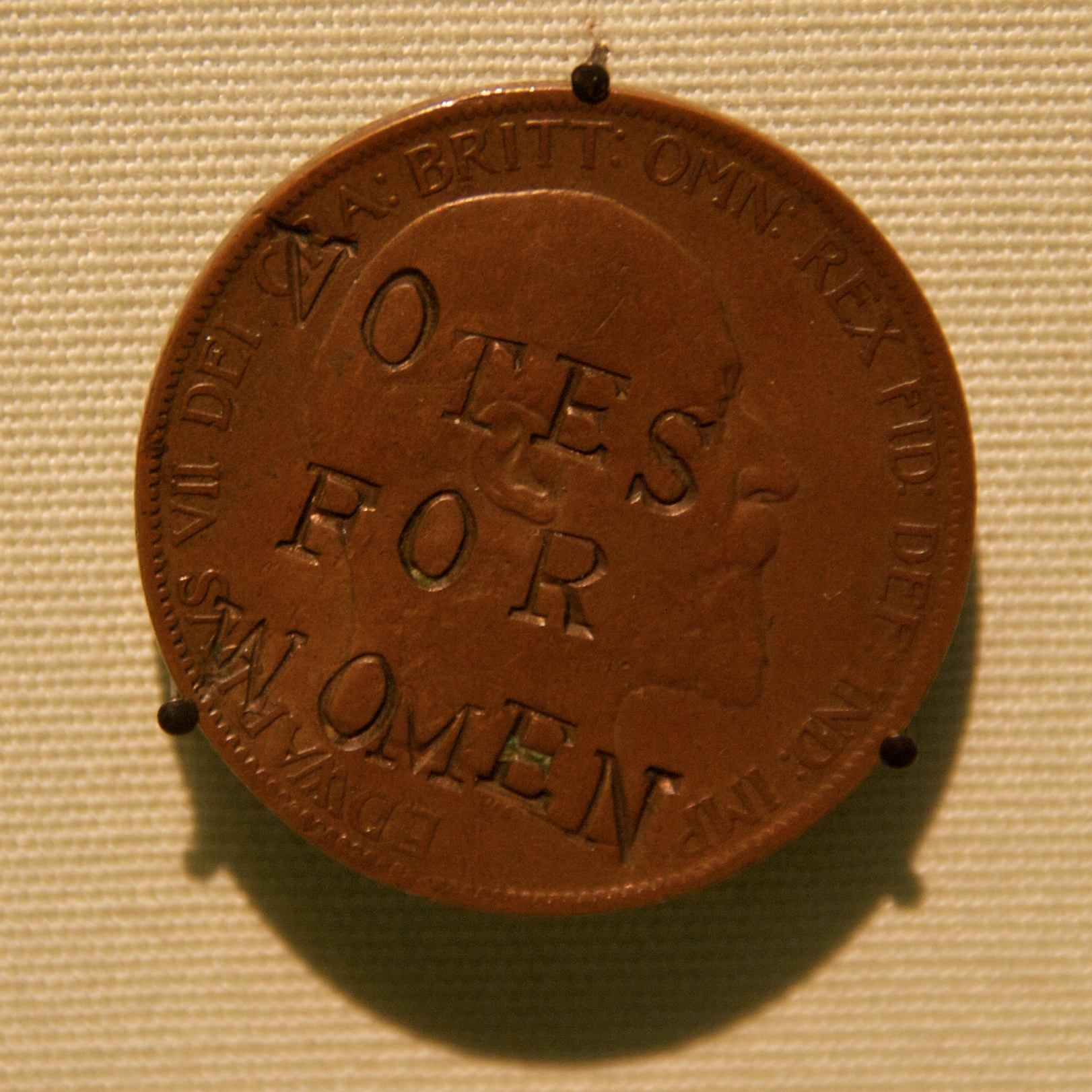
Uno dei numerosi penny contraffatto dalle suffragette

Le donne iniziarono anche nel Regno Unito con  la lotta per il cambiamento all'interno della società, sin dall'inizio sostenute dal lavoro di personalità fautrici dei diritti delle donne, come John Stuart Mill. Egli propose l'idea del suffragio femminile in un programma presentato agli elettori del Regno Unito nel 1865, e successivamente venne affiancato da numerosi uomini e donne, pronti a lottare per la stessa causa.
Contemporaneamente a quanto avveniva in Francia, quindi, pure nel Regno Unito si pubblicarono libri a sostegno della tesi dei diritti per le donne. Nel 1792 Mary Wollstonecraft pubblicò A Vindication of the Right of Women, mentre iniziavano a formarsi i primi circoli femminili. Tuttavia le richieste delle donne non ottennero risposte adeguate, sino a quando - con la riforma del 1832 e con la legge comunale Corporations Act del 1835 - alle donne venne concesso il diritto di voto, anche se era limitato alle elezioni locali, mentre per quelle nazionali non era possibile.
Il movimento delle suffragette, come movimento nazionale volto a chiedere il suffragio femminile, vide la luce nel Regno Unito solo nel 1869. È da questa data quindi che fu possibile parlare, a tutti gli effetti, di suffragette, perché solo allora ebbe vita un movimento nazionale per rivendicare il diritto di voto, ancora non riconosciuto, che portò nel 1897 alla formazione della Società Nazionale per il suffragio femminile (National Union of Women's Suffrage Societies). La fondatrice, Millicent Fawcett, cercò di convincere anche gli uomini ad aderire al movimento, perché erano i soli, in quel momento storico, che legalmente potessero concedere il diritto di voto, ma ebbe scarso successo. I progressi sul piano del riconoscimento sociale, in quel primo periodo, furono quindi molto limitati, e tale situazione si protrasse sino a circa il 1903.
Sul piano economico e sociale il notevole e crescente benessere dovuto all'industrializzazione intanto aveva cambiato radicalmente la vita delle donne. I movimenti femminili ripresero nuovo vigore quando Emmeline Pankhurst fondò nel 1903 l'Unione sociale e politica delle donne (Women's Social and Political Union - WSPU), con il preciso intento di far ottenere alle donne il diritto di voto politico, concesso solo agli uomini tranne che per le elezioni ai consigli municipali e per le elezioni di contea.
Le suffragette attuarono azioni dimostrative, incatenandosi a ringhiere, incendiando le cassette postali, stampigliando la scritta votes for woman sui penny,rompendo finestre,  e così via. Una suffragetta, Emily Davison, morì durante i disordini al Derby di Epsom l'8 giugno 1913, e le venne dedicata una edizione speciale del quotidiano The Suffragette. Molte vennero incarcerate e iniziarono lo sciopero della fame emulando Marion Dunlop, la prima suffragetta ad attuare tale forma di protesta. In vari casi, come Lilian Lenton, vennero sottoposte ad alimentazione forzata.
Durante il periodo della prima guerra mondiale alcune di esse ricorsero alla cd. "penna bianca" per tacciare di codardia quegli uomini che rifiutavano di combattere al fronte.

### Le ultime fasi della lotta e i primi riconoscimenti
La prima donna eletta al parlamento del Regno Unito fu Lady Nancy Astor, nata Nancy Whitcher Langhorne, che era originaria della Virginia ed aveva acquisito la cittadinanza del Regno Unito sposando nel 1906, dopo aver divorziato dal primo marito Robert Goul Shaw, il ricco II visconte di Astor, Waldorf Astor. Ella fu eletta nel corso di una votazione suppletiva e fu proclamata deputato per il partito conservatore il 1º novembre 1919.

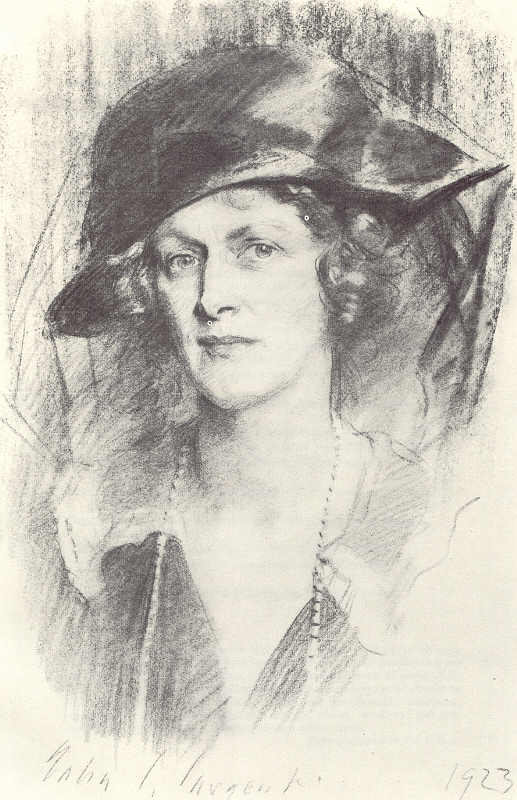
Lady Nancy Astor, in un disegno di John Singer Sargent, eseguito nel 1923.

Il movimento femminile aveva come scopo il raggiungimento di una parità rispetto agli uomini non solo dal punto di vista politico ma anche giuridico ed economico. Le donne volevano poter insegnare nelle scuole superiori, l'uguaglianza dei diritti civili, svolgere le stesse professioni degli uomini e soprattutto godere del diritto elettorale o di suffragio, termine dal quale deriva appunto il nome con il quale si era soliti indicare in maniera dispregiativa le partecipanti al movimento: suffragette.
Le aderenti al movimento usavano diffondere le proprie idee attraverso comizi, scritte sui muri o cartelli con slogan come ad esempio "Votes for women" o contenenti frasi inneggianti alla promotrice della rivolta. Spesso queste manifestazioni venivano soffocate con la violenza da parte delle forze dell'ordine e con l'arresto di molte militanti femministe.
Durante la prima guerra mondiale, con quasi tutti gli uomini validi mandati al fronte, le donne assunsero molti dei tradizionali ruoli maschili, e questo comportò una nuova considerazione delle capacità della donna. La guerra inoltre causò una spaccatura nel movimento delle suffragette del Regno Unito, con Emmeline e Christabel Pankhurst, ed il loro Women's Social and Political Union, disponibili a sospendere la loro campagna per la durata della guerra, mentre le suffragette più radicali, rappresentate da Sylvia Pankhurst con il suo Women's Suffrage Federation, continuarono la lotta.
Tuttavia, nonostante le difficoltà e le divisioni, le donne, con le loro organizzazioni, riuscirono ad ottenere ciò per cui lottavano e vinsero così la loro battaglia. Nel 1918 il parlamento del Regno Unito approvò la proposta del diritto di voto limitato alle mogli dei capifamiglia con certi requisiti di età (sopra i 30 anni) che furono ammesse al voto politico. Solo più tardi, con la legge del 2 luglio 1928, il suffragio fu esteso a tutte le donne del Regno Unito.

### L'estensione del movimento ad altri paesi

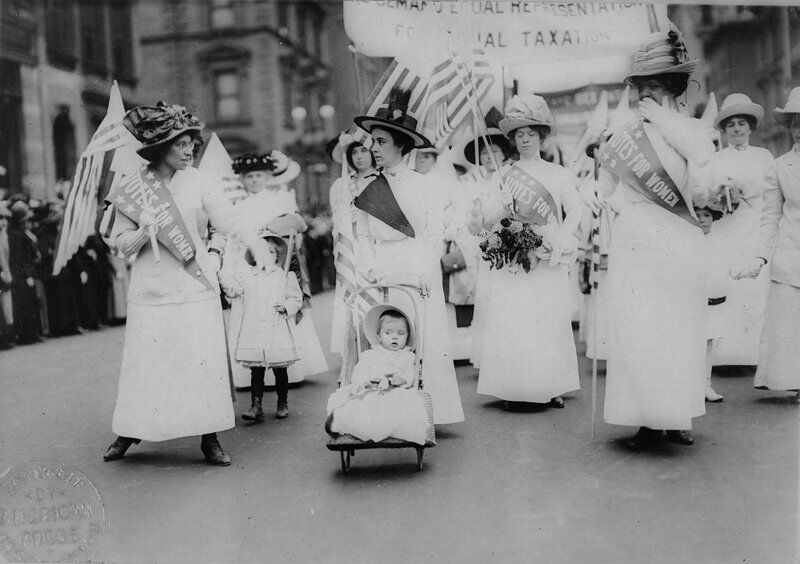
Un corteo di suffragette manifesta per il suffragio universale a New York nel 1912.

Il movimento delle suffragette si sviluppò in forme simili in vari paesi. Il primo paese ad introdurre il suffragio universale fu la Nuova Zelanda nel 1893, e solo più tardi la Finlandia e la Norvegia, rispettivamente nel 1906 e 1907. In Germania le donne ottennero tale diritto nel 1919. In diversi altri paesi la conquista del suffragio universale fu più tortuosa. La Francia, ad esempio, che pure aveva avuto già nella rivoluzione francese una prima presa di coscienza, concesse il diritto solo nel 1945. La Svizzera riconobbe il diritto di voto alle donne in alcuni cantoni già dal 1959, e solo nel 1971 la ottennero anche nei cantoni restanti.
Il primo stato statunitense a riconoscere parzialmente il suffragio femminile fu lo Stato del Wyoming nel 1869, e nello stesso anno, negli Stati Uniti, si verificarono movimenti analoghi a quelli inglesi, ma le donne riuscirono a ottenere il suffragio universale solo nel 1920, dopo la fine della prima guerra mondiale. Tra le leader del movimento statunitense deve essere ricordata Alice Paul.

### La situazione italiana

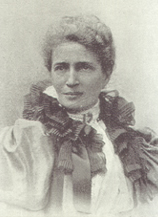
Anna Kuliscioff in una rara immagine del 1907.

In Italia il percorso fu in parte rallentato dall'unificazione avvenuta solo nel 1861. Nel 1919 le donne ottennero l'emancipazione giuridica, e anche papa Benedetto XV si pronunciò pubblicamente a favore del diritto di voto alle donne. Storicamente, ai primi nuclei femminili organizzati di inizio Novecento, aderirono inizialmente le donne della borghesia, alle quali si affiancarono successivamente cattoliche e socialiste. Tra queste ultime, da ricordare in modo particolare: Giuditta Brambilla, Carlotta Clerici e Anna Kuliscioff. Successivamente, l'avvento del fascismo congelò la questione. 
Fu solo il 31 gennaio 1945, quando l'Italia era ancora in guerra, che, su iniziativa di Alcide De Gasperi e Palmiro Togliatti, il Consiglio dei ministri dell'Italia Libera presieduto da Bonomi approvò il testo del decreto legislativo luogotenenziale 1 febbraio 1945, n. 23, che estendeva il diritto di voto a tutte le italiane che avessero compiuto 21 anni. Il decreto fu emanato dal luogotenente generale del Regno Umberto di Savoia, in seguito Re col nome di Umberto II di Savoia, fino alla proclamazione del risultato del referendum istituzionale del 2 giugno 1946. Rimasero escluse dal voto, fino al 1947, le prostitute "vaganti", citate all'art. 3, ovvero le donne schedate che lavoravano al di fuori delle "case chiuse". 
Il decreto legislativo luogotenenziale 10 marzo 1946, n. 74, stabilì l’eleggibilità per l'Assemblea costituente delle elettrici e degli elettori con almeno 25 anni. 
Le donne votarono in Italia, per la prima volta, dopo la conclusione della seconda guerra mondiale, nelle elezioni amministrative della primavera del 1946 nonché nelle consultazioni del 2 giugno 1946 per l'elezione dell'Assemblea costituente e per il Referendum per la scelta tra monarchia e repubblica. Il principio stabilito dal decreto legislativo luogotenenziale 23/1945 fu confermato dalla Carta costituzionale italiana, approvata dall'Assemblea costituente e entrata in vigore nel 1948.